# Hemirrhagus benzaa
La tarántula de las nubes (Hemirrhagus benzaa) es un arácnido de la familia Theraphosidae del orden Araneae. Fue descrita por Mendoza en 2014.
El nombre del género Hemirrhagus proviene del adjetivo griego hemirrages “medio roto”. El nombre específico benzaa es en aposición en honor a los zapotecas, la gente que habita la región central de Oaxaca, que en la antigua Mesoamérica se llamaban ben’zaa, lo que significa “gente de la nube”.

## Clasificación y descripción
Su cuerpo tiene una longitud aproximada de 20 mm sin incluir los quelíceros ni las espineretas; el largo de los quelíceros es de 1.87 mm; carapacho de 10.18 mm de largo y 10.22 de ancho. Caput no marcadamente elevado; fovea recurvada de 2.20 de ancho. Fila del ojo anterior procurvada, fila del ojo posterior recurvada. Pigmentación periocular completa y todos los ojos normalmente desarrollados. Tubérculo ocular normalmente desarrollado, ancho de 1.80 mm y largo de 1.30 mm; carente de clípeo. Largo del labium 1.25 mm ancho 1.70 mm; con 20 cuspulas. Maxila con esquina interior con aproximadamente 98 cuspulas. Promargen del quelícero con 11 dientes (de proximal a distal: primero al tercero largos, del cuarto al sexto medianos, del siete al once pequeños. Esternón con 3.8 mm de largo. Tarso I-IV densamente escopulado; III y IV dividido por bandas fuertemente setadas. Metatarso I y II densamente escopulado; III y IV escopulado sobre el la mitad distal, dividido por dos bandas fuertemente setadas. Tibia I con dos apófisis, que no se originan desde la misma base, apófisis tibial prolateral (Pap) normalmente desarrollado con una larga y espinosa seta sobre la cara ventral, seta espinosa más corta que el pap; apófisis tibial retrolateral (rap) normalmente desarrollado, con una gran seta espinosa en lo ancho de su base de la cara dorsal, la seta espinosa no excede el apex del rap. Metatarso I curvo. En el opistosóma se hallan setas urticantes de tipo VI arregladas dentro de un parche dorsomedial, de color naranja amarillento, con márgenes bien definidos; margen posterior con muesca medial y en hembras con lados convexos. El patrón de color es café muy obscuro casi negro, con las fémoras un poco más obscuras que el resto del cuerpo.

## Distribución
Esta especie es endémica de México y se distribuye solamente en el estado de Oaxaca.

## Hábitat
Esta especie habita en altas elevaciones y vive en bosques de pino.

## Estado de conservación
No se encuentra dentro de ninguna categoría de riesgo en las normas nacionales o internacionales.